# Kostel svaté Rodiny (Řepy)
Kostel sv. Rodiny v Praze-Řepích je čtyřkřídlý, dvoupatrový objekt, který je součástí komplexu bývalého sirotčince - Domova svatého Karla Boromejského. Patrocinium kostela odpovídá hlavnímu řádovému patronu sester boromejek – Svaté rodině. Kostel se nachází v západní části klášterního komplexu. Kostelní průčelí se od klášterní části objektu liší jen složitějším členěním jižní strany se vstupem do kostelní předsíně.

## Historie kostela

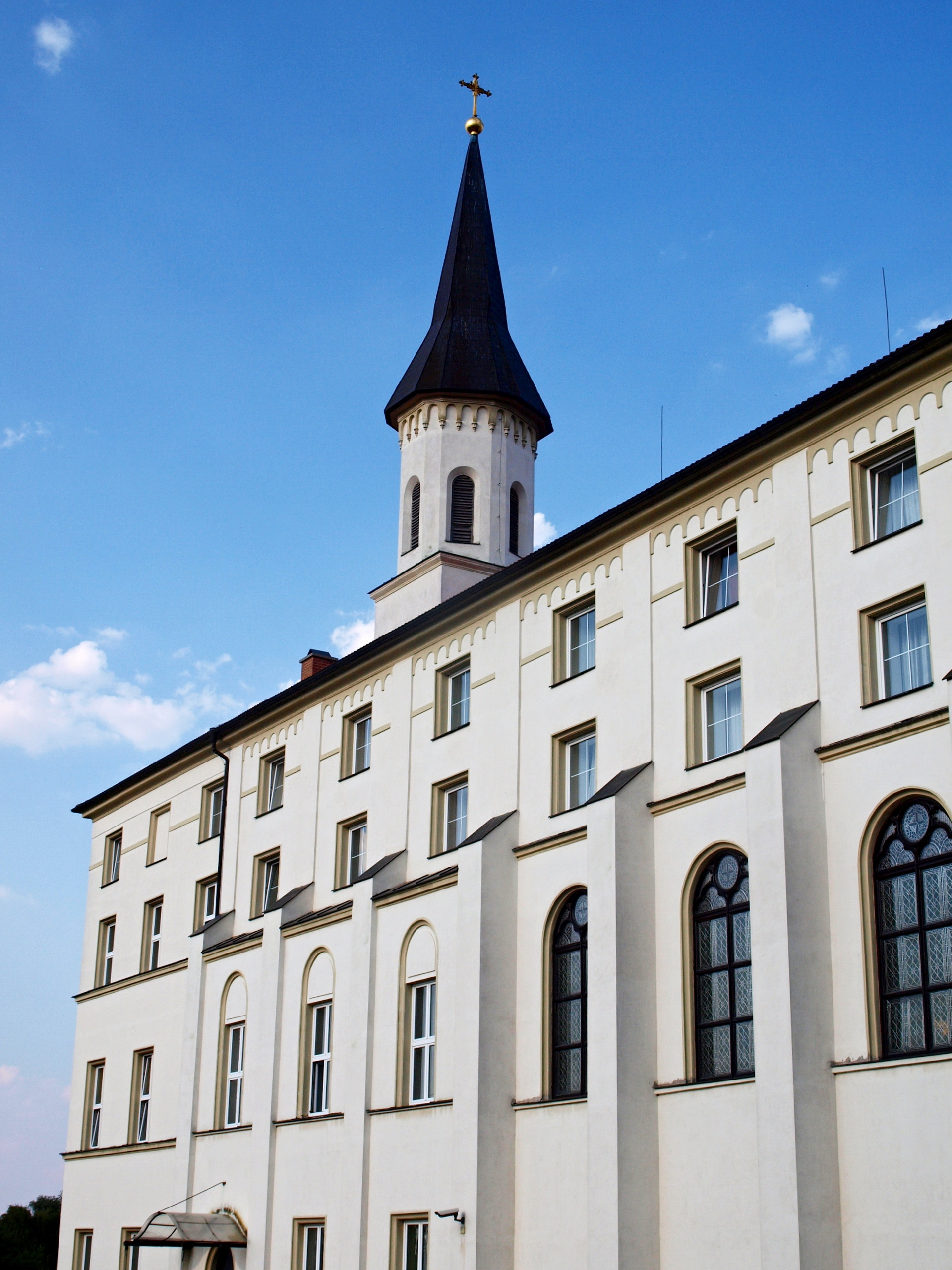
Západní strana kostela sv. Rodiny

Koncem roku 1858 zakoupila Kongregace Milosrdných sester sv. Karla Boromejského Taicmanův statek, na jehož pozemku byly od jara 1859 budovány základy nového čtyřkřídlého řádového domu. Pod vedením stavitele Jana Ripoty byl v roce 1862 objekt dobudován jako sirotčinec. Součástí sirotčince byl i kostel sv. Rodiny, vysvěcený 18. prosince 1861. Ale již v roce 1865 byly v objektu provedeny dílčí úpravy, neboť sirotčinec byl změněn na ženskou trestnici. Interiér kostela byl v té době vyzdoben jen prostou dekorativní výmalbou. Roku 1906 byl celý řádový dům zvenčí opraven a současně byl vymalován i interiér kostela. Počátkem 30. let 20. století se sestry boromejky obrátily na emauzské benediktiny s prosbou o novou výmalbu kostela. Ujali se jí dva bratři z kláštera Na Slovanech, František Antonín Vrbík (1870–1939) a F. Konrád Lukáš. V letech 1933-1934 byl kostel vymalován ve stylu Beuronské umělecké školy. V roce 1948 byla ženská trestnice v areálu kláštera zrušena a budova byla změněna na Ústav sociální péče pro dospělé. V září 1950 byly sestry z tohoto domu státním nařízením vystěhovány do pohraničí. V té době začala devastace kostela sv. Rodiny, neboť beuronské malby byly zabíleny a veškerý kostelní mobiliář byl rozchvácen. Zmizela i kostelní věžička. Kostel začal sloužit jako garáž pro nákladní automobily, zatímco do klášterní budovy se v roce 1958 nastěhoval Výzkumný ústav zemědělské techniky. Kongregace Milosrdných sester získala svůj dům zpět až soudní cestou v roce 1996. V objektu byl zřízen Domov sv. Karla Boromejského pro nemocné seniory a obnovena ženská věznice pro lehké případy trestné činnosti. Ale již v roce 1994, v tehdy ještě v pronajatém objektu, se na náklady Kongregace a dalších subjektů (Ministerstvo spravedlnosti, zdravotnictví, sociální péče, různé nadace a dárci ze zahraničí i tuzemska) započala rekonstrukce celého objektu, takže mohl být znovu zpřístupněn i kostel sv. Rodiny. Současně v září 1996 byla zahájena 1. etapa prací v kostelním interiéru odkrytím, čistěním a fixací poškozených maleb. Restaurátorské práce trvaly až do roku 2012. Přitom již roku 2000 byl komplex kláštera a kostela zařazen mezi nemovité kulturní památky. Kostel dnes slouží jako filiální kostel řepské farnosti sv. Martina.

## Exteriér kostela
V letech 1858 až 1862 stavbu kláštera i kostela sv. Rodiny vedl stavitel Jan Ripota, který pravděpodobně byl i projektantem celého domu. V roce 1906 byly provedeny externí opravy objektu. Vnější vzhled stavby, a tedy i kostela, dnes působí gotizujícím dojmem, který ještě modifikuji prvky rané italské renesance. Kostel jako součást hmoty objektu má trojosé jižní průčelí, na západní straně jsou větší okna oddělena pilastry s gotizujícími opěráky v přízemí. Fasáda východní strany kostela směřuje do centrálního dvora. V rámci obnovy kostela, která skončila v roce 2012, byla také obnovena předtím zrušená kostelní zvonice.

## Interiér kostela

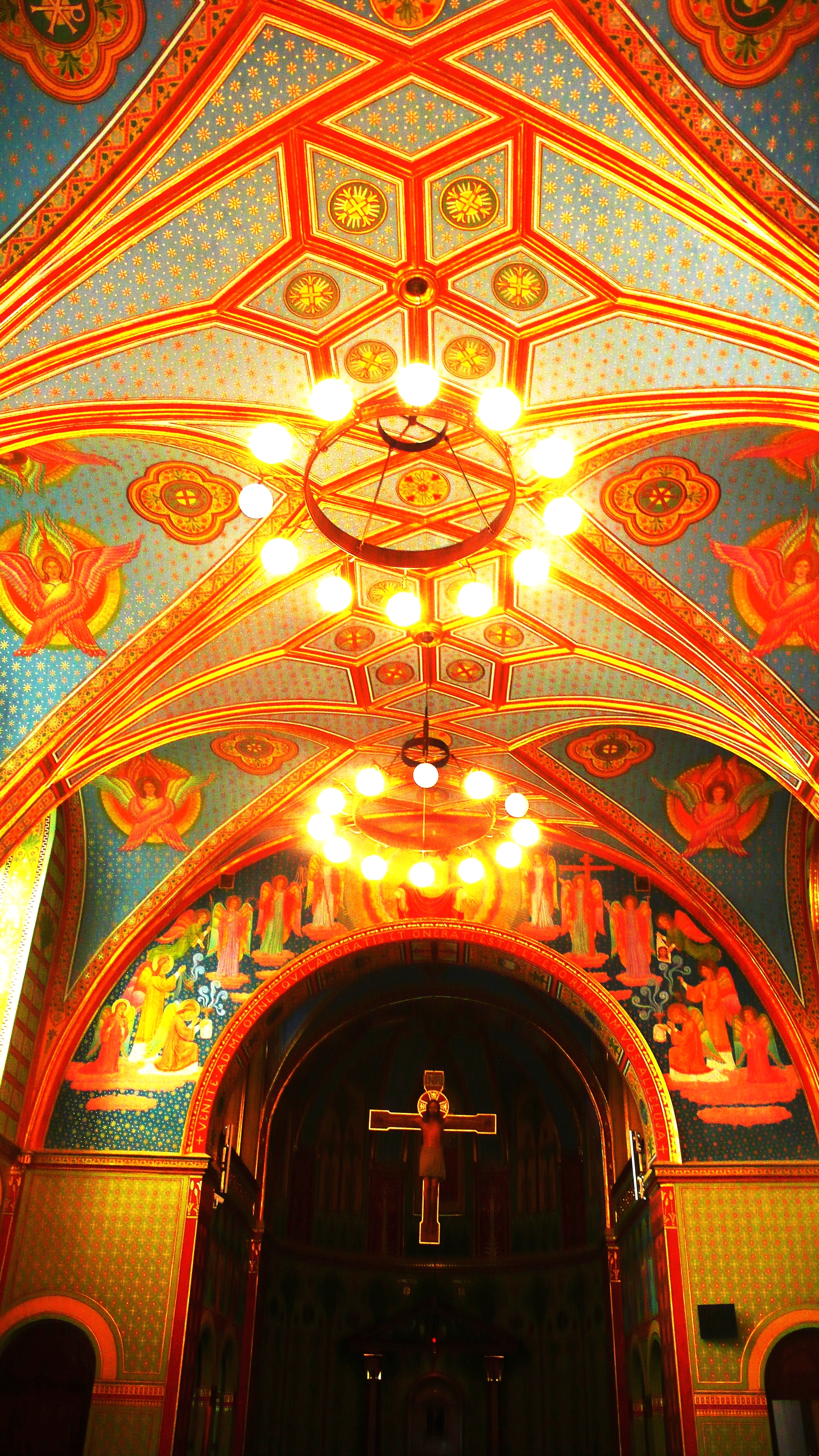
Klenba a triumfální oblouk v kostele sv. Rodiny (Praha-Řepy)

Vnitřní prostory kostela sv. Rodiny byly původně vyzdobeny ve stylu nazarénů. Předpokládá se, že výmalbu provedli pomocníci či žáci z okruhu akademického malíře Josefa Führicha (1800–1876), který maloval v pozdně nazarénském stylu. Na hlavním oltáři byl obraz Svaté Rodiny od Viléma Kandlery (1816–1896), od něhož byly i obrazy Srdce Páně, sv. Karel Boromejský a Máří Magdalena. V roce 1906 byl kostel vymalován podle návrhu sestry Alvery Onderkové. Začátkem 30. let 20. století se sestry boromejky obrátily na emauzské benediktiny se žádostí o novou výmalbu kostela. Této práce se ujali dva emauzští benediktini, Antonín Vrbík a Konrád Lukáš, kteří v roce 1934, za přispění pomocníků, dokončili výzdobu kostela. Nástěnné malby zaujaly svou barevností typickou pro styl Beuronské umělecké školy.

## Beuronská výzdoba kostela

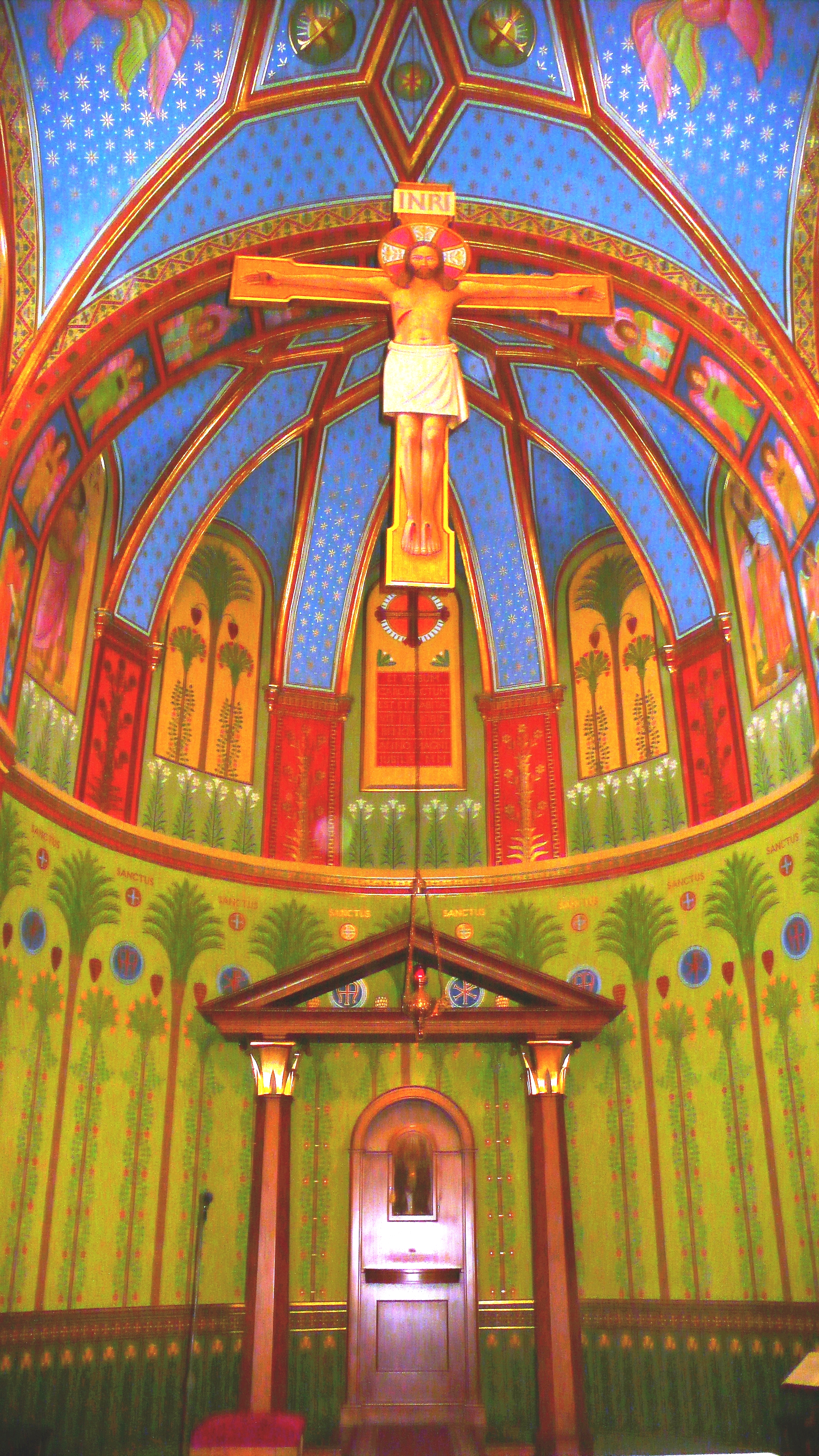
Presbytář kostela sv. Rodiny s ukřižovaným Kristem pod triumfálním obloukem a s oltářem v kostelní apsidě

V letech 1933 a 1934 byl kostel sv. Rodiny vymalován emauzskými benediktiny vedenými P. Antonínem Vrbíkem ve stylu beuronské školy. Dokládá to nápis na dvou klenebních žebrech v presbytáři kostela: „Hane Ecclesiam, Deo adjuvante, in honorem S.S. kordis Jesu, A.D. 1933–1934 pieturis Fr. Antonius Vrbík O.S.B. ex monasterio B.M.V. de Emaus Pragae, nat. in Dřevohostic Moraviae 1870, artista ex schola artistica Beuronesi, discipulus R. Desiderii Lenz O.S.B. Dipingere adjuvit F. Conrádus Lukáč O.S.B. de Emaus et saculáres pictores L. Němec Ronov n/D et F. Hoker ex Komošín U.J.O.G.D.“, což v překladu znamená: „Cti církev, s pomocí Boží, na počest S.S. Srdce Ježíšova, A. D. 1933–1934 zbožný Fr. Antonius Vrbík O.S.B. z kláštera B.M.V. z Emauz pražslých, nar. v Dřevohosticích na Moravě 1870, umělec beuronské umělecké školy, žák R. Desideriuse Lenze O.S.B. Malovat pomáhal F. Konrádus Lukáč O.S.B. z Emauz a sekulární malíři L. Němec Ronov n/D a F. Hoker z Komošína U.J.O.G.D.“
Nástěnné malby, které pokrývají stěny a výklenky od země až po kostelní klenbu, byly namalovány technikou „al secco“, což znamená na suchou vápennou omítku s povrchem upraveným sádrou. Zobrazené postavy vycházejí z vyobrazení člověka ve staroegyptském kánonu, jak ho P. Desiderius Lenz zahrnul do svého kánonu geometrické teologie. Ve figurálních vyobrazeních je upřednostněna prostá přirozenost zdůrazněná světlými barvami, zatímco stylizace rostlinných motivů je dovedena až ke zjevné schematičnosti. Dokládají to vyobrazení palem v presbytáři kostela, jež jsou typická pro beuronskou školu. První část restaurátorských prací skončila již na jaře roku 2000. Vedle četných postav andělů byly v klenbě presbytáře odkryty i dvě malby zobrazují sv. Jana Křtitele a sv. Michaela archanděla. Od zimy roku 2001 až do ledna roku 2004 pak pokračovaly tři další etapy restaurátorských prací, které se týkaly triumfálního oblouku a malé části klenby a bočních stěn. V roce 2006 práce vedly k dokončení obnovy výmaleb na zbývající části kostelní klenby směrem ke kruchtě a na přilehlých bočních stěnách východní a západní strany kostelní lodi. Zatímco na západní straně kostelní lodi byly malby, včetně čtyř medailonů, nenávratně poškozeny při vybourání dvou vjezdů pro auta, na východní stěně se podařilo malby obnovit i s medailony světců. V předsíni kostela byly nástropní malby jen očištěny, ale jejich úplná barevná obnova nebyla proveden.

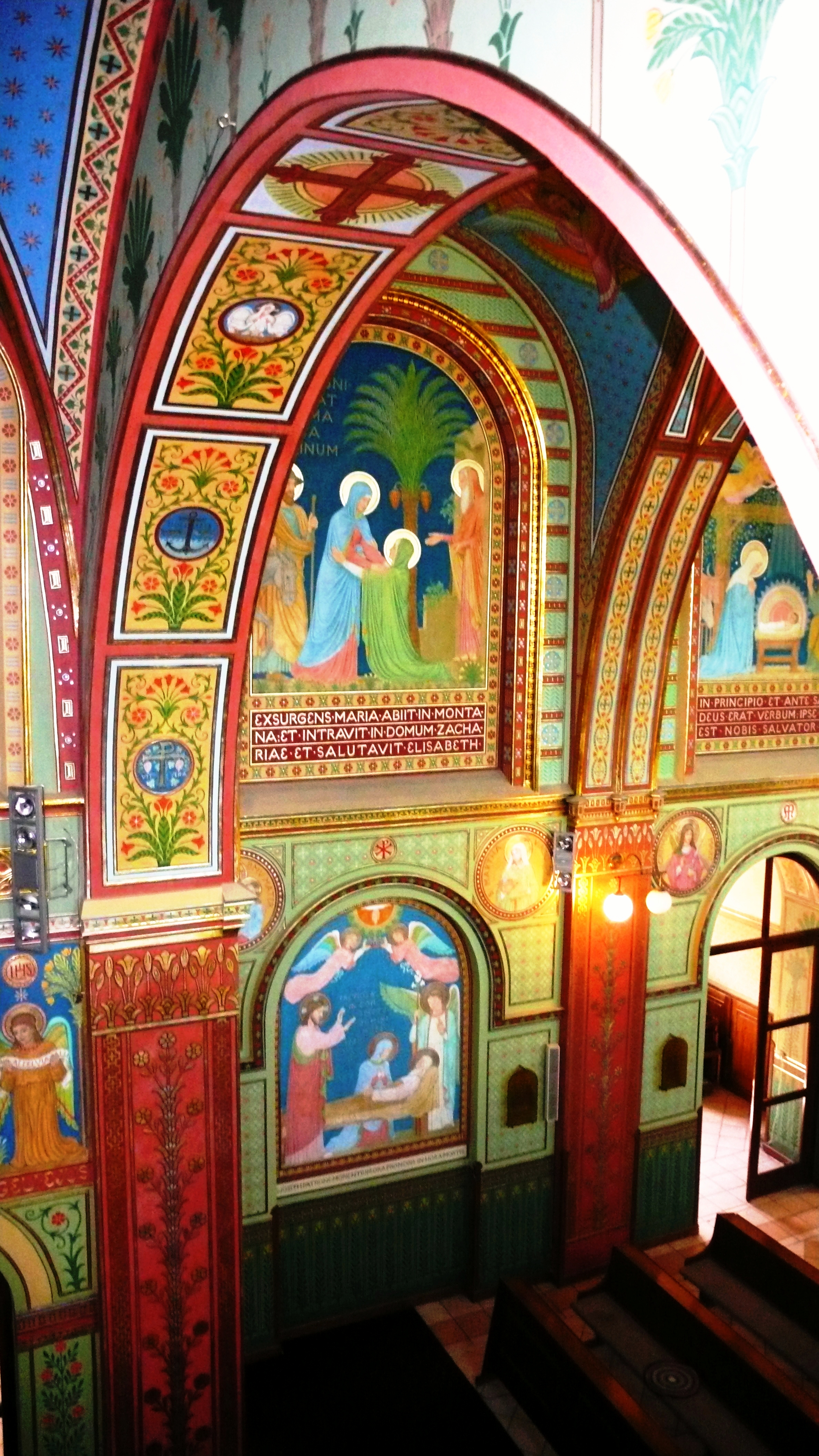
Pohled do lodi kostela sv. Rodiny s nástěnnými malbami zobrazujícími Setkání P. Marie s Alžbětou a Smrt sv. Josefa)

Výzdobě kostela proto dominují kompletně zrestaurované nástěnné malby v pěti obrazových polích, které znázorňují výjevy ze života Svaté Rodiny. Od triumfálního oblouku ke kostelní kruchtě to jsou malby zobrazující Setkání Panny Marie s Alžbětou, Narození Ježíše Krista, Útěk do Egypta a Korunování Panny Marie. Páté, poslední obrazové pole se nachází v blízkosti presbytáře a bylo umístěno pod výjevem Setkání P. Marie s Alžbětou. Tento výjev zobrazuje Smrt sv. Josefa. Restaurovaná výzdoba kostela v beuronském stylu dokládá, že P. František Antonín Vrbík, který vstoupil do řehole sv. Benedikta v Emauzích (1892), byl dobře obeznámen s principy Lenzova kánonu, a to i v době, kdy se Desiderius Lenz vrátil do Beuronu (1899). Texty provázející jednotlivé malby respektují beuronské zvláštnosti písmen v krátkých textech, podobně, jak je známe ze Svatogabrielského evangeliáře. Nástěnné malby vykazují rovněž určitou podobnost s náměty iluminací v tomto evangeliáři.

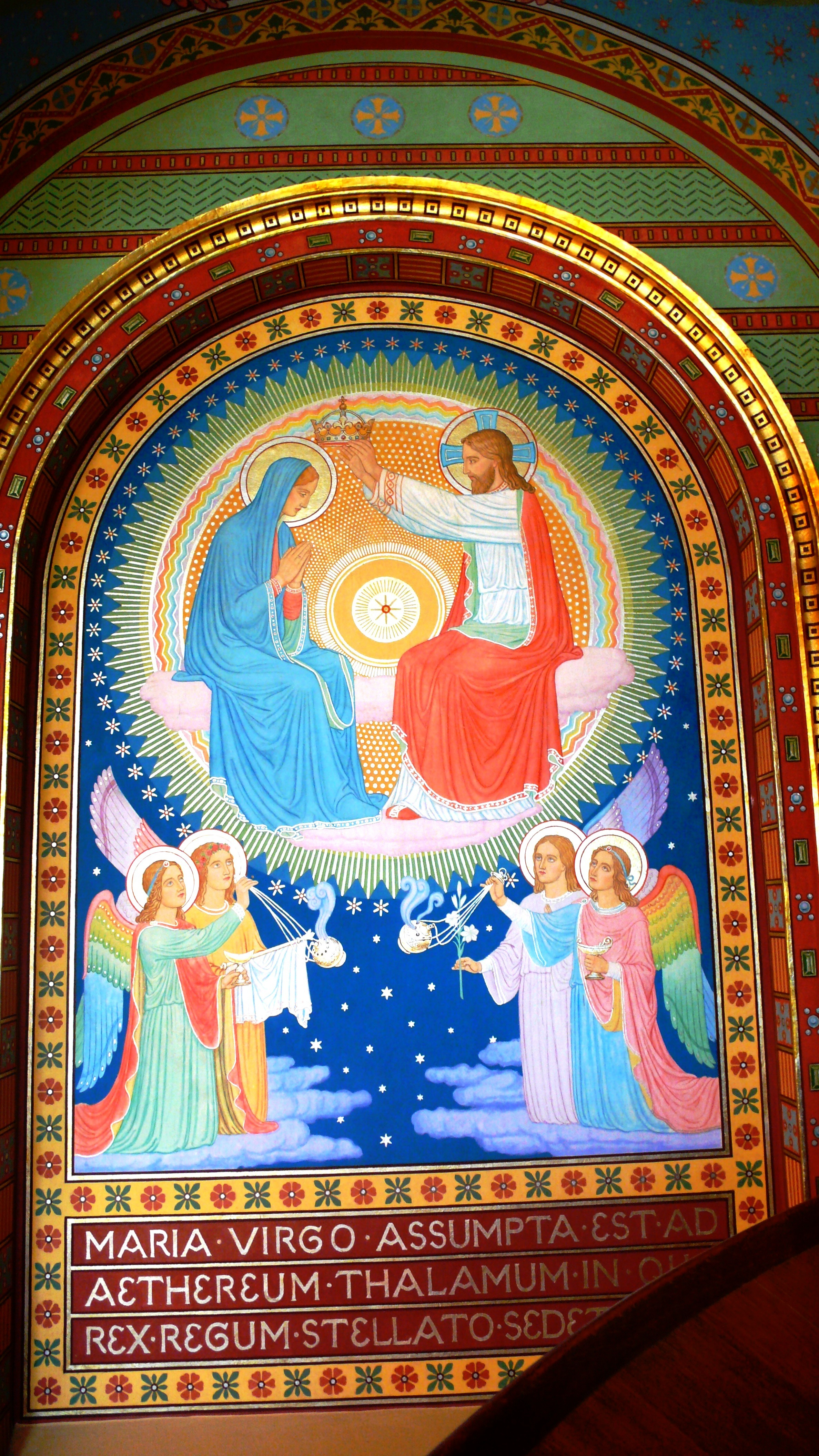
Korunování Panny Marie (obrazové pole u kruchty na východní straně kostela sv. Rodiny)

Sladký výraz Panny Marie, půvabné typy andělů a mystická zbožnost zobrazených postav připomínají andělskou krásu obrazů italského raně renesančního malíře Fra Angelika (1395–1455). Spiritualismus Fra Angelikových maleb, stejně jako řepské nástěnné malby, je dále prohlouben líbeznou barevností, přestože beuronští umělci používali omezenou barevnou škálu typickou pro staroegyptské malby. Barevnost jednotlivých maleb má také blízko k postimpresionistickým obrazům Paula Gauguina (1848–1903) a k secesním malbám Alfonse Muchy (1860–1939). Lze proto předpokládat, že bratr Antonín Vrbík, spolu s dalšími emauzskými benediktiny, kteří vyzdobili kostel sv. Rodiny v Řepích, byli dobře obeznámeni nejen s Lenzovým kánonem geometrické teologie, ale ještě ho dále rozvíjeli. Páter Vrbík jako představitel druhé generace malířů beuronské školy, vedl výzdobu dalších objektů v tomto uměleckém stylu, což dokládá nejen výzdoba kaple Božího Srdce Páně v Opavě (1922/29) nebo obnova oltářní stěny v beuronské kapli Neposkvrněného početí Panny Marie v Teplicích (1931), ale i Vrbíkův obraz Panny Marie Bolestné (1937) v kostele sv. Václava v Kladně-Rozdělově. Ve 30. letech 20. století se však Vrbíkovo umělecké vyjadřování již zcela nedrželo původního Lenzova kánonu, neboť si kladlo za cíl sledovat nové způsoby ztvárnění náboženských témat. 

Samotné provedení v beuronském stylu je v České republice poměrně vzácné, nachází se jen asi na 10 místech.